# Registered-Modul

RDIMM mit 64 GiB DDR5-SDRAM und ECC (Speicherkapazität wird an der Menge der Chips deutlich)

Der Begriff Registermodul oder englisch Registered Module (auch R-DIMM, RDIMM, Registered-Speicher oder Registered-RAM genannt) bezeichnet eine Sorte von Speichermodulen, die häufig bei Hauptspeichern von Servern und Workstations Verwendung findet. Ziel der Technik ist es, mit zusätzlichen Registern die elektrische, kapazitive Last für den Speichercontroller zu verringern und damit die mögliche Anzahl der anschließbaren Speicherchips sowie die Datenintegrität zu erhöhen.
Der Begriff wird oft fälschlicherweise synonym mit der Vorgängertechnik Buffered Module („gepuffertes Modul“) verwendet, da beide ähnliche Ziele verfolgen. Eine weitere neuere Entwicklung gepufferter Module stellen LR-DIMM (engl. Load-Reduced DIMM) dar, in denen die Register durch Speicherpuffer ersetzt sind.
Die für Desktop-PCs üblichere Variante sind im Gegensatz dazu die "unbuffered" oder "unregistered" Module. Diese beiden unterschiedlichen RAM-Arten in zweireihiger Bauform werden RDIMM (= registered) bzw. UDIMM (unbuffered) abgekürzt.
Registered-Speicher werden für alle SDRAM-Typen angeboten.

## Funktionsweise
Seit der Einführung von SDRAM, damit auch zutreffend für DDR-SDRAM, gibt es keine Puffer mehr auf den Modulen, sondern Register, deshalb spricht man von Registered RAM. In der Zeit davor, bis zur Ära des EDO-RAM, wurde eine entsprechende Technik mit Puffern eingesetzt, Buffered Module genannt.

### Vorteile
Registered Speichermodule besitzen zusätzliche (meist zwei) Register-Chips, durch die die Signale der Adressleitungen geführt werden, um die elektrische Belastung für den Hauptplatinen-Chipsatz zu reduzieren. Daneben befindet sich meist noch ein PLL-Baustein, der zur Aufbereitung des Taktsignals dient und den Taktsignaltreiber des Mainboards entlastet. Bei Unregistered-Modulen sind nicht nur die Datenleitungen aller Module, sondern auch die Adressleitungseingänge aller Speicherchips parallel geschaltet. Im Gegensatz dazu entlasten Registered-Module die Adress-Treiberleitungen, damit der Chipsatz stabiler arbeitet. Als Folge davon sind diese Module oft anders organisiert. Häufig werden statt Double-Sided-Modulen (zwei Bänke) Single-Sided-Module (eine Bank) verwendet, um die Datensignal-Leitungstreiber zu entlasten, weil weniger Chips parallel geschaltet sind. Registered-Module sind fast ausschließlich als ECC-Version verfügbar, was oft dazu führt, dass die beiden Begriffe in einem Atemzug genannt werden, obwohl es zwei getrennte technische Eigenschaften sind.

### Nachteile
Die Technik hat allerdings einige Nachteile. Der technische Aufwand ist höher, meist ist der zusätzliche Registerchip gut sichtbar mittig auf dem DIMM aufgelötet. Neben den höheren Preisen der Module und einer zwingend benötigten Unterstützung seitens der Hauptplatine ("mainboard") inklusive des BIOS spielt die Latenz und damit der Datendurchsatz eine wichtige Rolle. Bei Registered-Modulen erscheinen die Eingangssignale erst genau einen Taktzyklus später an den Ausgängen, als es bei normalen der Fall ist. Außerdem haben Registered-DIMMs eine etwas andere Pinbelegung der 240 pins als gewöhnliche Module, die von geeigneten Speicher-Controllern automatisch erkannt wird. Anzumerken bleibt, dass Registered-Module nicht mit Unregistered-Modulen kombinierbar sind, und dass Herstellerhinweise auf Unterstützung (nur) von "unbuffered" DDR-3 meist die Nicht-Unterstützung von "registered" DDR-3 impliziert. Auch lassen sich Register nicht deaktivieren, wie es beispielsweise bei ECC der Fall ist. Darüber hinaus ist bei den Registered-Modulen in der Regel der Stromverbrauch etwas höher als bei gewöhnlichen DIMMs.